# شاه‌گیش چشم‌اسبی
شاه‌گیش چشم‌اسبی (نام علمی: Caranx latus) نام یک گونه از سرده شاه‌گیش است.